# Forza ionica
La forza ionica di una soluzione, indicata con la lettera I, è una misura della concentrazione totale di ioni presenti in essa. La forza ionica è una grandezza chimico-fisica che esprime l'intensità del campo elettrico generato dalle cariche.
È definita dalla seguente equazione:
{\displaystyle I={\frac {1}{2}}\sum _{i=1}^{n}c_{i}z_{i}^{2}}
nella quale:
- ci è la concentrazione della specie i-esima;
- zi la sua carica.

La somma si intende estesa a tutti gli ioni in soluzione.
Per un elettrolita di ioni monovalenti che si dissocia 1:1 quale, ad esempio, NaCl, la forza ionica è uguale alla concentrazione. Per ioni polivalenti, la forza ionica è maggiore della concentrazione.
Si prenda per esempio una soluzione 0,050 M di Na2SO4 e   0,020 M  di KCl:
{\displaystyle {\begin{aligned}I&={\tfrac {1}{2}}\times \left[{\begin{array}{l}\{({\text{concentrazione di }}{\ce {Na2SO4}}{\text{ in M}})\times ({\text{numero di }}{\ce {Na^+}})\times ({\text{carica di }}{\ce {Na}}^{+})^{2}\}\ +\\\{({\text{concentrazione di }}{\ce {Na2SO4}}{\text{ in M}})\times ({\text{numero di }}{\ce {SO4^2-}})\times ({\text{carica di }}{\ce {SO4^2-}})^{2}\}\ +\\\{({\text{concentrazione di }}{\ce {KCl}}{\text{ in M}})\times ({\text{numero di }}{\ce {K+}})\times ({\text{carica di }}{\ce {K+}})^{2}\}\ +\\\{({\text{concentrazione di }}{\ce {KCl}}{\text{ in M}})\times ({\text{numero di }}{\ce {Cl-}})\times ({\text{carica di }}{\ce {Cl-}})^{2}\}\end{array}}\right]\\&={\tfrac {1}{2}}\times [\{0,050M\times 2\times (+1)^{2}\}+\{0,050M\times 1\times (-2)^{2}\}+\{0,020M\times 1\times (+1)^{2}\}+\{0,020M\times 1\times (-1)^{2}\}]\\&=0,17M\end{aligned}}}